# Mitchell Nunatak
Mitchell Nunatak är en nunatak i Antarktis. Den ligger i Östantarktis. Australien gör anspråk på området. Toppen på Mitchell Nunatak är 2 meter över havet.
Terrängen runt Mitchell Nunatak är platt åt nordväst, men åt sydost är den kuperad. Trakten är obefolkad. Det finns inga samhällen i närheten. 